# Bodião-arco-íris-caribenho
O bodião-arco-íris-caribenho (Halichoeres pictus), é uma espécie de bodião nativa do Oceano Atlântico. Foi descrito em 1860, pelo zoologista cubano Felipe Poey, tendo sua localidade tipo como Havana, Cuba, onde os primeiros exemplares foram coletados. É um peixe recifal, que vive em cardumes próximos a corais e rochas, possui um muco em seu corpo que os deixa com mal gosto para predadores. É um peixe muito procurado por aquaristas por ser de média manutenção.
É nativo do Atlântico, sendo encontrado no sul da Flórida, EUA, para Cuba e Bahamas, Jamaica para ilhas insulares do Mar do Caribe até as Guianas, no norte da América do Sul.